# گرگوریو بنیتو
گرگوریو بنیتو (به اسپانیایی: Gregorio Benito) (زاده ۳۱ اکتبر ۱۹۴۶ – درگذشته ۲ آوریل ۲۰۲۰) بازیکن فوتبال اهل اسپانیا بود که از سال ۱۹۷۱ تا ۱۹۷۸ میلادی عضو تیم ملی فوتبال اسپانیا بوده و در ۲۲ بازی ملی حضور داشته‌است. او در بازی‌های ملی‌اش گلی به ثمر نرساند.